# Brody Dalle
Brody Dalle, eigentlich Bree Joanna Alice Robinson (* 1. Januar 1979 in Melbourne) ist eine australische Sängerin und Gitarristin. Weitere Pseudonyme sind Bree Leslie Pucilowski und Brody Armstrong.

## Biografie
Bree Robinson (der Künstlername Brody Dalle ist der Schauspielerin Béatrice Dalle entlehnt) begann mit etwa 12 Jahren Gitarre zu spielen und gründete mit 13 Jahren eine Band. Später schloss sie sich der australischen Alternative-Band Sourpuss an und spielte mit ihr, im Alter von 16 Jahren, an der Seite der Beastie Boys und Sonic Youth beim Australia’s Somersault Festival. Dort lernte sie Tim Armstrong, Frontmann der kalifornischen Punk-Band Rancid, kennen. Brody Dalle folgte ihm in die USA und heiratete ihn, eben volljährig geworden, 1997. Ein Jahr später gründete sie (nun Brody Armstrong) die Band The Distillers. Nach der Scheidung von Tim Armstrong 2003 heiratete Brody Dalle 2005 den Frontmann von Queens of the Stone Age (QOTSA) Josh Homme und bekam eine Tochter (Camille) und danach zwei weitere Kinder. 2019 reichte sie die Scheidung ein. Auf den Queens-of-the-Stone-Age-Alben Lullabies to Paralyze (2005) sowie Era Vulgaris (2007) war sie als Gastsängerin vertreten, ebenso 2002 auf dem Debütalbum der Transplants. Für die Eagles of Death Metal und Lars Frederiksen and the Bastards war sie an der künstlerischen Gestaltung von Alben beteiligt. Außerdem wirkte sie als Gitarristin bei den Aufnahmen zu Courtney Loves Album America’s Sweetheart mit. Da sich The Distillers Anfang Februar 2007 offiziell auflöste, wurde sie nun Frontfrau der 2008 neu gegründeten, zunächst, etwa mit maschinenhaften Rhythmen auf dem Debütalbum, musikalisch von Josh Homme und Alain Johannes, die beide bei QOTSA spielten, beeinflussten Band Spinnerette, bei der auch Tony Bradley von The Distillers spielt. Am 25. April 2014 erschien ihr Soloalbum Diploid Love. Im selben Jahr nahm Dalle mit Garbage den Song Girls Talk aus Anlass des Record Store Day auf.

## Diskografie

### Alben

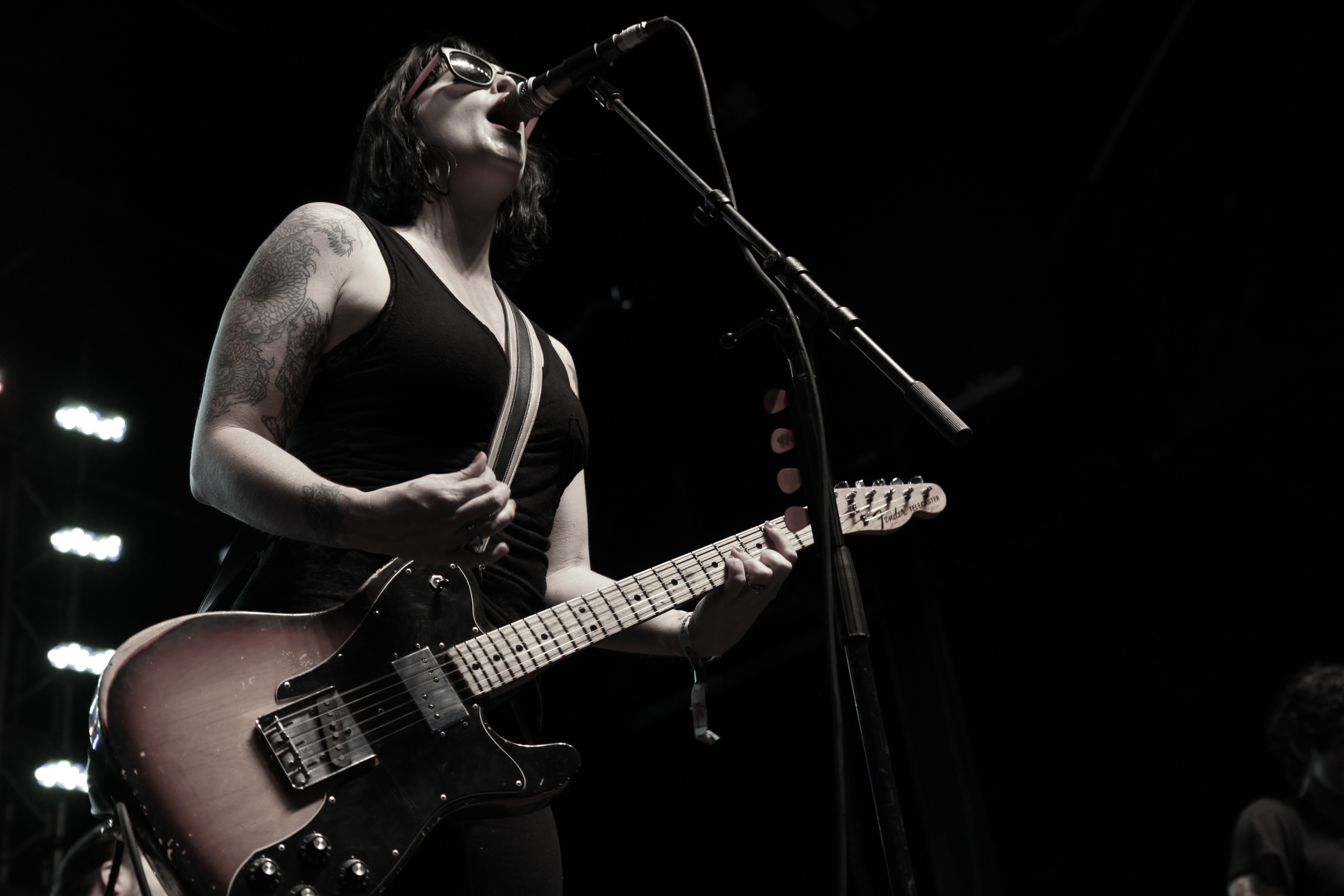
Live mit Spinnerette (2009)

#### The Distillers
- 2000: The Distillers
- 2002: Sing Sing Death House
- 2003: Coral Fang

#### Spinnerette
- 2009: Spinnerette

#### Solo
- 2014: Diploid Love

### Singles und EPs
- 1999: the Distillers
- 2001: City of Angels
- 2002: The Young Crazed Peeling
- 2003: Drain the Blood
- 2003: The Hunger
- 2003: Beat Your Heart Out
- 2008: Ghetto Love EP
- 2009: Baptized by Fire
- 2014: Diploid Love
- 2018: Man vs. Magnet / Blood in Gutters